# Marie Ljungberg Schött
Marie Birgitta Ljungberg Schött, född 20 juni 1957 i Kristinehamn, död 9 februari 2020 i Vantörs distrikt i Stockholm, var en svensk moderat politiker. Ljungberg Schött var mellan oktober 2014 och 9 september 2018 landstingsråd i Stockholms läns landsting med ansvar för framtidens hälso- och sjukvård (FHS), akutsjukhusen, akutsjukvård och vårdval.
Mellan den 3 oktober 2012 och 15 mars 2013 var Ljungberg Schött vikarierande borgarråd i Stockholms stad för Anna König Jerlmyr.
Ljungberg Schött var även ledamot i Sjukvårdsdelegationen i Sveriges Kommuner och Landsting tillsammans med tolv andra ledamöter och sju ersättare. Hon är begravd på Skogskyrkogården i Stockholm.